# Ealflaeda z Nortumbrii
Ealflaeda z Nortumbrii, Alchfledam, Eahlflæd (żyła w VII wieku) – anglosaska księżniczka z Nortumbrii, później królowa Mercji.
Ealflaeda była córką króla Nortumbrii Oswiu i jego drugiej żony Rieinmellt, wywodzącej się z brytyjskiego plemienia Rheged. Na początku lat 50. VII wieku poprosił o jej rękę mercyjski książę Peada. Oswiu uznał, że małżeństwo to daje świetną okazję do połączenia z sąsiednim królestwem sojuszem dynastycznym i przez to do wzmocnienia jego pozycji, i wyraził zgodę. Skłonił również brata Ealflaedy, Alfrida, do poślubienia siostry Peady, Kineburgi. Jako dodatkowy warunek wymienił konwersję Peady na chrześcijaństwo, na co ten przystał. Po śmierci Pendy, Peada został królem Mercji, a Ealflaeda królową.
Nieznane są losy małżeństwa Ealflaedy i Paedy, jednak Beda wspomina o krążących plotkach, jakoby królowa miała udział w spisku, którego finałem było zamordowanie Paedy.